# Galette

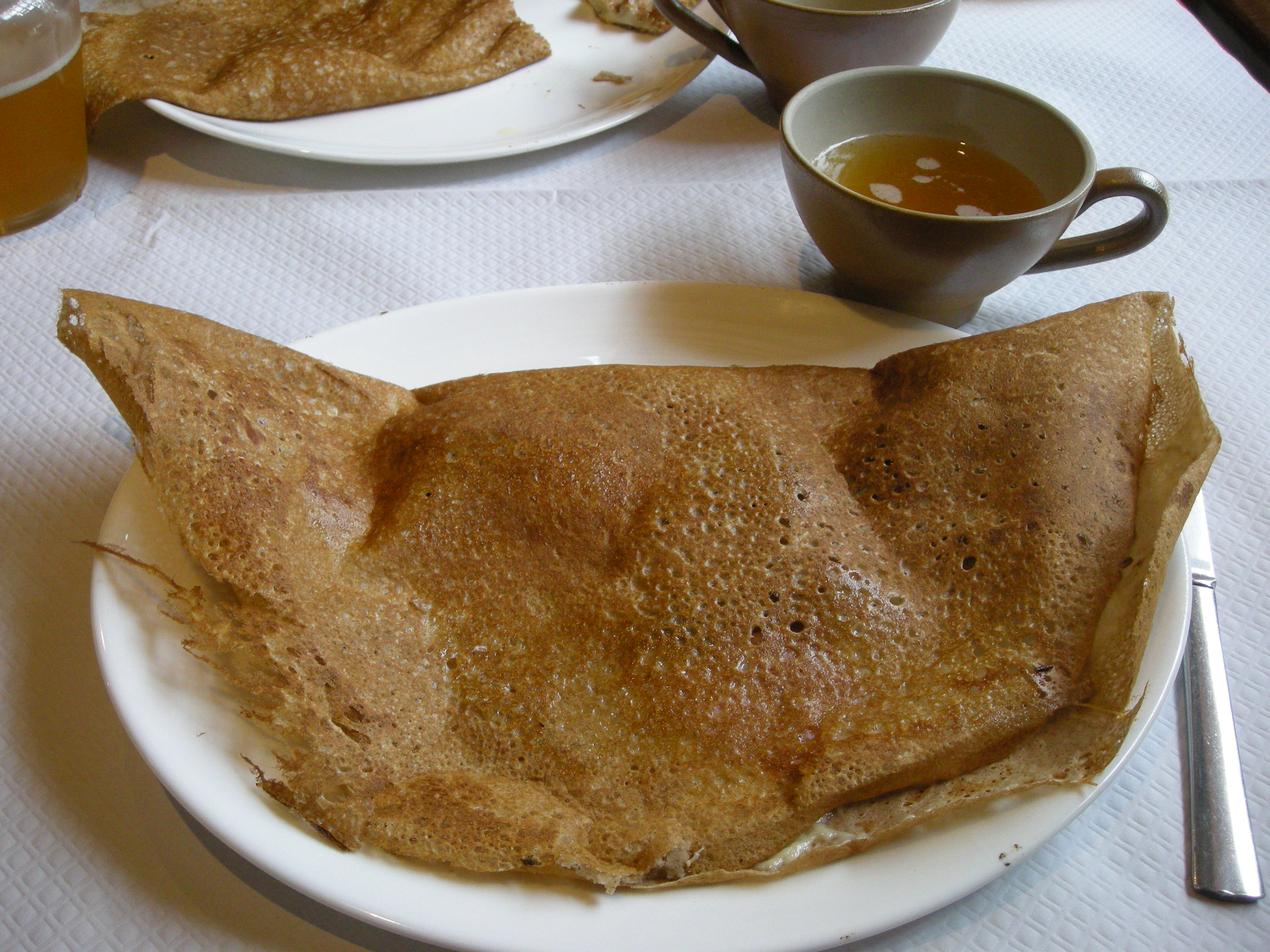
Galettes y sidra, comida típica bretona.

Las galettes son una especialidad gastronómica de la región francesa de Bretaña. Se trata de una variante de las crêpes en la que se utiliza para la masa harina de trigo sarraceno en lugar de la de trigo candeal, y agua. 
En la cocina bretona se rellenan normalmente las galettes con ingredientes salados (quesos, carnes, pescado, verdura, setas, etc.) reservando las crêpes para los postres, si bien también existen en su versión dulce, que se suele comer en el día de Reyes en toda Francia. 
La galette complète es una galette rellena de jamón cocido, queso Emmental rallado y un huevo al plato. Otro tipo de galette típica es la galette saucisse, una galette con una salchicha y normalmente un poco de mostaza. Las galettes se suelen degustar con una taza de sidra bretona.
Las galettes se pueden degustar en las creperías (restaurantes especializados en crêpes y galettes), pero también se preparan en puestos callejeros en el marco de mercados al aire libre o espectáculos (feria, conciertos, fiesta...)